# Leptusa smetanaiella
Leptusa smetanaiella är en skalbaggsart som beskrevs av Roberto Pace 1989. Leptusa smetanaiella ingår i släktet Leptusa och familjen kortvingar. Inga underarter finns listade i Catalogue of Life.